# Distretto di Tunliu
Il distretto di Tunliu (屯留区S, TúnliúP) è un distretto della Cina, situato nella provincia dello Shanxi e amministrato dalla prefettura di Changzhi.